# 努角

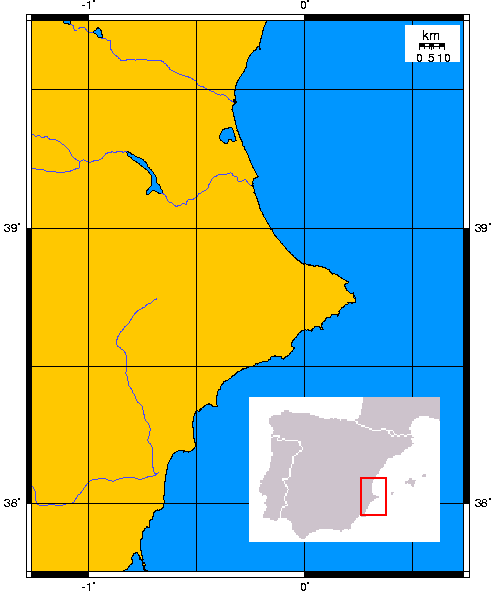

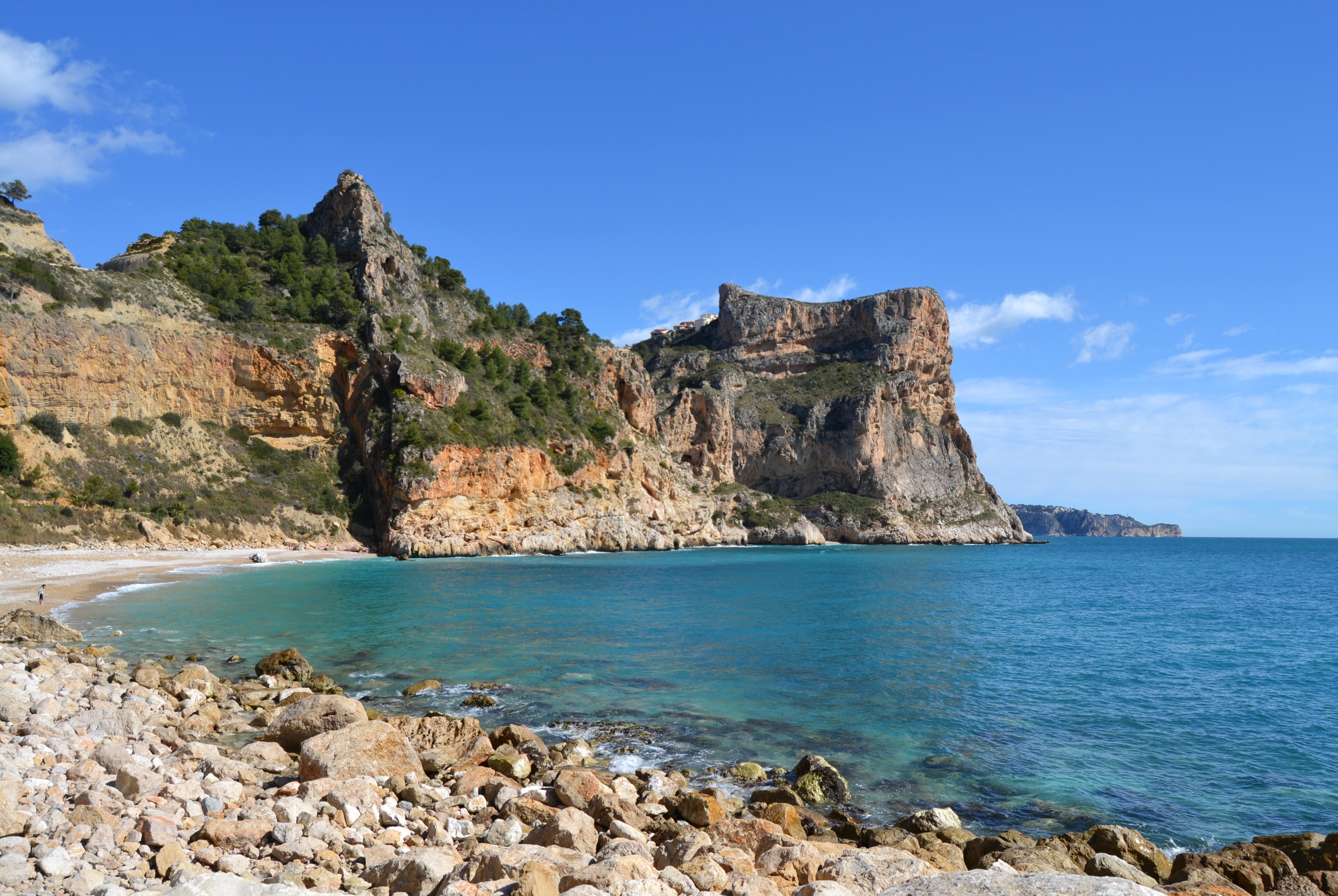

38°44′19″N 0°13′00″E / 38.73861°N 0.21667°E
努角（西班牙語：Cabo de la Nao），是西班牙的海岬，位於該國南岸華倫西亞自治區的白色海岸，處於阿利坎特省的哈韋亞，屬於瓦倫西亞灣的一部分，該海岬建有燈塔。